# あの頃、君を追いかけた
『あの頃、君を追いかけた』（原題：那些年，我們一起追的女孩、You Are the Apple of My Eye）は、2011年に公開された台湾の恋愛映画。ギデンズ・コー（九把刀）監督。クー・チェンドン（柯震東）、ミシェル・チェン（陳妍希）主演。
劇中舞台設定は1994年から2005年の台湾中西部。主人公・コートンの愛するものとして『SLAM DUNK』、飯島愛、小沢まどか、大浦あんななどの固有名詞も登場する。
台北では、2011年の台北映画祭で上映後、続けて東京の第24回東京国際映画祭でも上映。後に数々の国際映画祭で公開された。2013年9月に日本公開。
日本で2018年に邦題と同じタイトルでリメイクされ、同年10月5日に公開された。
韓国で2025年にリメイク映画『あの夏、僕たちが好きだったソナへ』が公開された。

## ストーリー
台湾の人気作家ギデンズ・コーが、自伝的小説を自らのメガホンで映画化し、台湾・香港で記録的ヒットを叩きだした青春ラブストーリー。1990年代、台湾中西部の町・彰化。男子高校生コートンは、悪友たちとつるんでくだらないイタズラで授業を妨害しては担任を困らせていた。そこで担任教師は、優等生の女子生徒チアイーを監視役としてコートンの後ろの席に座らせることに。コートンは口うるさいチアイーをわずらわしく感じながらも、次第に彼女にひかれていく。

## 出演
- クー・チェンドン（柯震東） - 柯景騰（コー･チントン）／コートン
- ミシェル・チェン（陳妍希） - 沈佳宜（シェン･チアイー）
- スティーブン・ハオ（郝劭文） - 謝明和（シエ･ミンハ）／阿和
- ジュアン・ハオチュエン（荘濠全） - 曹国勝（ツァオ・グオション）
- イエン・ションユー（鄢勝宇） - 許博淳（シュー･ボーチュン）／勃起
- ツァイ・チャンシエン（蔡昌憲） - 廖英宏（リャオ･インホン）／マタカキ
- フー･チアウェイ（胡家瑋）／ワンワン（彎彎） - 胡家瑋（フー･チアウェイ）
- 柯義浤 - 柯景騰のお父さん
- 王彩樺 - 柯景騰のお母さん
- 頼炳輝 - 校長
- 李鳳新 - 家庭教師
- 高麗紅
- 段正平
- 李維維 - 英語教員
- 陳継平 - 教官（少佐）
- 蔡武雄
- 許麗娜
- 林冠菁 - 許可欣
- 呉冠廷 - 建漢
- 黄逸祥 - 義智
- 陳弘璟 - 孝綸
- 孫綻 - 建偉
- 劉雨辰 - 建偉の女友
- 張玉麟
- 陳永晉 - 許博淳のお父さん
- 厳芸文 - 許博淳のお母さん
- 邱彦翔
- メーガン・ライ
- BG Huang

## 受賞
| 年   | 受賞                            | カテゴリ                       | 結果       | 受賞者                     |
| ---- | ------------------------------- | ------------------------------ | ---------- | -------------------------- |
| 2011 | 第13回台北映画祭                | オーディエンス賞               | 受賞       | 『あの頃、君を追いかけた』 |
| 2011 | 第48回金馬奨                    | 最優秀女優賞                   | ノミネート | ミシェル・チェン           |
| 2011 | 第48回金馬奨                    | 最優秀新俳優賞                 | 受賞       | クー・チェンドン           |
| 2011 | 第48回金馬奨                    | 最優秀新監督賞                 | ノミネート | ギデンズ・コー             |
| 2011 | 第48回金馬奨                    | 最優秀歌曲賞                   | ノミネート | 那些年                     |
| 2012 | 第6回アジア・フィルム・アワード | 主演女優賞                     | ノミネート | ミシェル・チェン           |
| 2012 | 第6回アジア・フィルム・アワード | 新人俳優賞                     | ノミネート | クー・チェンドン           |
| 2012 | 第31回香港電影金像奨            | 最優秀中国大陸・台湾映画作品賞 | 受賞       | 『あの頃、君を追いかけた』 |

## 日本版
日本リメイク作品。舞台を2000年代の日本にアレンジしている。主人公のお調子者な高校生・水島浩介を山田裕貴が、水島が憧れるヒロイン・早瀬真愛を乃木坂46の齋藤飛鳥が演じる。

### キャスト
- 水島浩介：山田裕貴[9]
- 早瀬真愛：齋藤飛鳥（乃木坂46）[9]
- 小松原詩子：松本穂香[9]
- 大野陽平：佐久本宝[9]
- 町田健人：國島直希[9]
- 秋山寿音：中田圭祐[9]
- 杉山一樹：遊佐亮介[9]
- 生田智子、中村育二、岸博之、工藤俊作、山田幸伸、ナジャ・グランディーバ、松岡恵望子 ほか

### スタッフ
- 原作：九把刀「那些年，我們一起追的女孩」[9]
- 監督：長谷川康夫[9]
- 脚本：飯田健三郎、谷間月栞[9]
- 音楽：未知瑠
- 主題歌：Thinking Dogs「言えなかったこと」（Sony Music Records）[9]
- 企画：小滝祥平、小助川典子、磯野久美子、大澤剛
- プロデューサー：加藤悦弘、菊地友、佐久間大介、渡部隆
- 撮影：柴主高秀
- 照明：長田達也
- 録音：尾崎聡
- 美術：金田克美、中山慎
- 編集：阿部亙英
- スーパーバイザー：秋元康
- 特別協賛：サッポロ一番、ライフカード[9]
- 特別協力：ANA[9]
- 配給：キノフィルムズ
- 製作：「あの頃、君を追いかけた」フィルムパートナーズ（木下グループ、Y&N Brothers、乃木坂46合同会社、ノース・リバー、ワタナベエンターテインメント、デスティニー）